# Ismael Belouch
 (janvier 2023).
Si vous disposez d'ouvrages ou d'articles de référence ou si vous connaissez des sites web de qualité traitant du thème abordé ici, merci de compléter l'article en donnant les références utiles à sa vérifiabilité et en les liant à la section « Notes et références ».
 (janvier 2023).
La mise en forme du texte ne suit pas les recommandations de Wikipédia : il faut le « wikifier ».
Les points d'amélioration suivants sont les cas les plus fréquents. Le détail des points à revoir est peut-être précisé sur la page de discussion.
- Les titres sont pré-formatés par le logiciel. Ils ne sont ni en capitales, ni en gras.
- Le texte ne doit pas être écrit en capitales (les noms de famille non plus), ni en gras, ni en italique, ni en « petit »…
- Le gras n'est utilisé que pour surligner le titre de l'article dans l'introduction, une seule fois.
- L'italique est rarement utilisé : mots en langue étrangère, titres d'œuvres, noms de bateaux, etc.
- Les citations ne sont pas en italique mais en corps de texte normal. Elles sont entourées par des guillemets français : « et ».
- Les listes à puces sont à éviter, des paragraphes rédigés étant largement préférés. Les tableaux sont à réserver à la présentation de données structurées (résultats, etc.).
- Les appels de note de bas de page (petits chiffres en exposant, introduits par l'outil «  Source ») sont à placer entre la fin de phrase et le point final[comme ça].
- Les liens internes (vers d'autres articles de Wikipédia) sont à choisir avec parcimonie. Créez des liens vers des articles approfondissant le sujet. Les termes génériques sans rapport avec le sujet sont à éviter, ainsi que les répétitions de liens vers un même terme.
- Les liens externes sont à placer uniquement dans une section « Liens externes », à la fin de l'article. Ces liens sont à choisir avec parcimonie suivant les règles définies. Si un lien sert de source à l'article, son insertion dans le texte est à faire par les notes de bas de page.
- La présentation des références doit suivre les conventions bibliographiques. Il est recommandé d'utiliser les modèles {{Ouvrage}}, {{Chapitre}}, {{Article}}, {{Lien web}} et/ou {{Bibliographie}}. Le mode d'édition visuel peut mettre en forme automatiquement les références.
- Insérer une infobox (cadre d'informations à droite) n'est pas obligatoire pour parachever la mise en page.

Pour une aide détaillée, merci de consulter Aide:Wikification.
Si vous pensez que ces points ont été résolus, vous pouvez retirer ce bandeau et améliorer la mise en forme d'un autre article.
Ismael Belouch, né le 1er février 1983 à Kariat Arekmane (Maroc), est un artiste et chanteur marocain. Il est également actif dans le travail humanitaire.

## Biographie
Il a terminé ses études primaires à l'école de la charia dans le quartier de Terqaa, au début des années 1990. Puis, il a rejoint l'école préparatoire Sharif Mohamed Amziane dans la ville de Nador pour poursuivre ses études. Il obtient ensuite un baccalauréat au lycée Abdel Karim Al-Khattabi en 2002. Il part en 2003 à Oujda pour poursuivre ses études universitaires à la faculté de droit de l'université Mohamed I. Il a étudié la musique arabe, le muwashahat et le qudud halabi dans un des instituts affiliés à la ville d'Oujda pour affiner davantage son talent et pouvoir mieux contrôler sa voix. Là, il a rencontré un groupe de voix et des professeurs qui l'ont aidé à maîtriser le chant de manière professionnelle.
Il a sorti sa première œuvre en 2006, intitulée Your Eid Mubarak. Son œuvre Lalla Yamma a obtenu un grand succès en 2007. Il donna plusieurs soirées et concerts hors du Maroc, notamment en Europe[réf. nécessaire].

## Discographie

### Albums studio
- Qoraanona
- Ourar amasrem 1
- Lalla yemma
- Habib Allah
- Ourar Amasrem 2
- Itoub our ino
- Ourar amasrem 3
- Danetta danetta
- Rassoul allah
- Mohamed four nagh
- Ourar amasrem 4

## Médias
La station de radio Voix des Arabes (Sawt al-Arab) lui a consacré une émission en 2019, dans une série sur les manifestations du soufisme.
Il a été invité dans nombreuses stations de radio locales et nationales, dont Marocaine 2M, Canal 1, Canal 8, Radio Nationale, Radio Cap Radio et Radio MIDI 1. Il a également été invité sur un certain nombre de chaînes internationales, notamment espagnole, néerlandaise, allemande, algérienne, libyenne. Il a effectué de nombreuses soirées et réunions de presse dans diverses manifestations religieuses Et nationales et internationales, avec la plupart des journalistes qui l'ont accompagné dans la couverture de son travail et de ses déplacements[pertinence contestée].

## Sources
1. ↑  (ar) الطريق, « احتفت به ”صوت العرب”.. من هو المنشد إسماعيل بلعوش؟ | التقارير | الطريق », sur www.altreeq.com,‎ 28 décembre 2019 (consulté le 29 septembre 2023)

- « المنشد الأمازيغي إسماعيل بلعوش لـ"التجديد":الفـن الهـادف والملتـزم يحتـاج إلـى دعـم », sur مغرس (consulté le 7 janvier 2023)
- « إسماعيل بلعوش نجم الحفل الخيري المنظم من طرف جمعية أمانة بألمانيا », sur attachable.rssing.com (consulté le 7 janvier 2023)
- (ar) « المنشد الشاب إسماعيل بلعوش ضيف برنامج "ألحان عشقناها"-الحلقة كاملة », sur 2M.ma (consulté le 7 janvier 2023)
- (ar) الطريق, « احتفت به ”صوت العرب”.. من هو المنشد إسماعيل بلعوش؟ | التقارير | الطريق », sur www.altreeq.com,‎ 28 décembre 2019 (consulté le 7 janvier 2023)